# Lièvre de Townsend
Lepus townsendii
Espèce
Statut de conservation UICN

 LC  : Préoccupation mineure
Le Lièvre de Townsend (Lepus townsendii) est une espèce de petits mammifères de la famille des Léporidés. Il est nommé en hommage au naturaliste John Kirk Townsend.